# ピアノ協奏曲第1番 (ショパン)
フレデリック・ショパン作曲のピアノ協奏曲第1番（ピアノきょうそうきょくだいいちばん） ホ短調 作品11は、1830年に完成された。ドイツ出身のピアニスト・作曲家で、ショパンが一時弟子入りを考えていたフリードリヒ・カルクブレンナーに献呈された。

## 概要

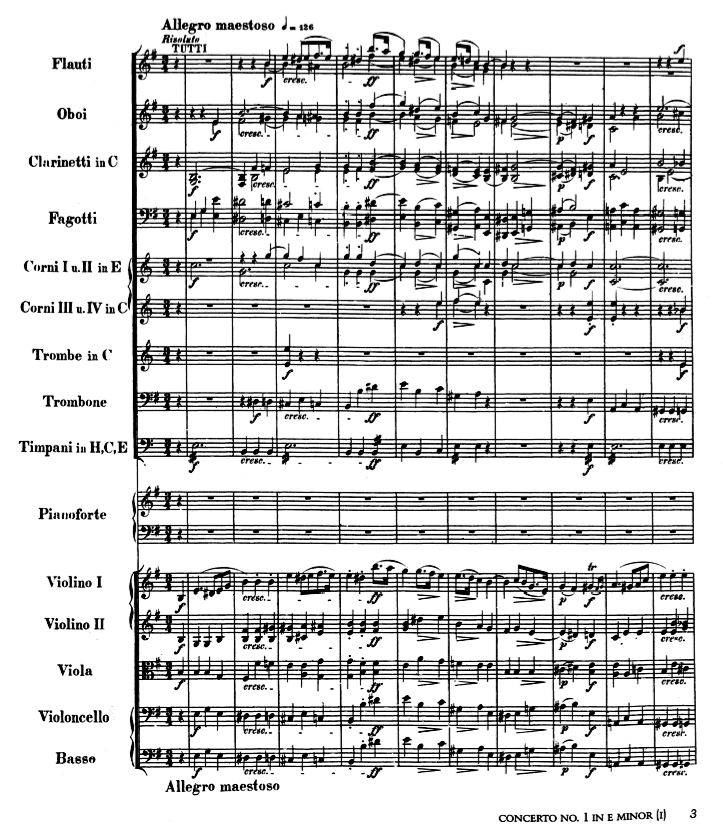
楽譜の最初のページ

第1番とあるが、実際は2番目に作られている（現在、下記のナショナル・エディションでは単に『協奏曲ホ短調』となっており、番号付けが廃されている）。最初に書きあげたヘ短調協奏曲を1830年3月17日にワルシャワでのプロデビュー演奏会で初演したのちに作曲に取りかかった。
そして同年の10月11日、ウィーンへ出発する直前に行われたワルシャワでの告別演奏会においてショパン自身のピアノ独奏により初演された。その後、1832年2月26日のパリデビューでの演奏会でも演奏されて好評を博したために出版の運びとなったことが翌1833年の初版に記されている。カルクブレンナーにこの曲を献呈したのも、パリデビューに尽力してくれたことへの感謝のためであった。その後もショパンは演奏会でもっぱらこの曲を演奏し、弟子たちにも練習させた。このことから、この曲を第1番として最初に出版したのはショパンがこの曲を自信作だとみなしていたからだと考えられる。
この作品は彼の故郷ワルシャワへの告別と、飛翔の意味が込められているといわれる。協奏曲としては処女作で、ロマンティックな情念と創意にあふれる第2番と比較して、前作の経験を基に書かれたこの第1番は構成を重視した作りで規模も大きい。
ピアノ独奏部に対してオーケストラの部分が貧弱であると批判されることがあり、カール・タウジヒ（曲の構成及びピアノパートにまで改変を加えている）、ミリイ・バラキレフなどが自作の管弦楽編曲を残している。
この曲の自筆譜はほとんど現存しておらず、ヤン・エキエルによるナショナル・エディションによれば、第2番同様に現在の楽譜は他人によりオーケストレーションされた可能性が高い（出版社が複数のオーケストレーターに書かせたという）とされている。しかし、第2楽章で弦楽器に弱音器を付けるなど、第2番と共にショパンが苦労しながらも独自のオーケストレーションを試みていたことは間違いない。
ナショナル・エディションでは、作曲者が楽器の指定を書き込んだ一部現存するピアノスコア、オーギュスト・フランショームがパート譜を元に作成したピアノ編曲譜などを元にしてショパンが本来意図したであろうオーケストレーションを復元した「コンサート・バージョン」と、従来の楽譜を校訂した「ヒストリカル・バージョン」を刊行している。
「1台ピアノ・バージョン」と「ピアノ6重奏版・バージョン」もPWMは刊行しているが、これは後世の検証に基づくものである。
ショパンの書簡に基づいた「ピアノ5重奏版・バージョン（6重奏からコントラバスを抜いたもの）」も最近はよく演奏され、CDにも収録されるようになっている。

## 編成
第2番より管楽器が拡張されている。
従来の楽譜の編成は
フルート2、オーボエ2、C管クラリネット2、ファゴット2、ホルン4（E管2、C管2）、トランペット2（1楽章C管、3楽章E管）、バストロンボーン、ティンパニ、弦五部。
エキエルによる「コンサート・バージョン」では、現代的な楽器変更がなされている。変更点は
クラリネット（C管→B♭管）、ホルン4→F管2、トランペット（C管→B♭管）
これらの楽器変更についてエキエルとシコルスキ両名による改変主張は、全く確認されていない。しかも、管楽器が削られて音もなくなってしまっているため、余計に貧弱なオーケストレーションにさせられてしまっている。
現在この作品が演奏される場合はエキエルとシコルスキによる編集版がほとんどだが、かつての指揮者はホルン4をそのままフルダブルホルンで対応させて弦も14型以上で演奏するのが慣例であった。古いLPの演奏のオーケストラの音が大きく聞こえるのは、これが原因である。
第18回（2021年）ショパン国際ピアノコンクールの本選のオーケストラの弦は12型（12.10.8.6.4）、ホルンは初版通り4本であった。

## 曲の構成
- 第1楽章 Allegro maestoso ホ短調 3/4拍子
協奏風ソナタ形式。オーケストラによってマズルカ風の第1主題とポロネーズ風の副主題、第2主題が奏された後、独奏ピアノが登場し、終始華やかに曲が展開される。第2主題は通常のソナタ形式とは逆に、提示部は同主調のホ長調で、再現部は平行調のト長調で演奏される。コーダで技巧上クライマックスとなる。
- 第2楽章 Romanze, Larghetto ホ長調 4/4拍子
初演当時のテンポ指示は「アダージョ」だったが、出版に際して変更された。瞑想的な弱音器を付けた弦の序奏に続いてピアノによる美しい主題が現れる。途中のagitatoの部分で盛り上がりを見せた後、ピアノのアルペジョを背景に、オーケストラが最初の主題を奏でて曲を閉じる。切れ目なく終楽章へ続く。破局後の時期であったこともあり、青年期の恋人コンスタンツィア・グワドコフスカへの憧れも影響しているという意見もある。
- 第3楽章 Rondo, Vivace ホ長調 2/4拍子
短い序奏の後、ポーランドの民族舞踊の1つである「クラコヴィアク」を基にした華やかなロンドが出る。オーケストラとピアノが掛け合い、途中に民謡調のエピソードを登場させつつ、堂々たるクライマックスを築く。コーダ部分のアルペジョは特に高度な技術を要求されるが、最大の見せ場の一つとなっている。

普通にライブで接するとテンポのめまぐるしく変わる作品であるかのような印象を受けるが、自筆譜にそのような指定は全くない。かつては第1楽章が長すぎるとして、カットをするのが慣例であった時期があった。

## 備考
- バラキレフは先述のように管弦楽部分の編曲を行なっている他、第2楽章をピアノ独奏用にも編曲している。
- 本作は映画『白い家の少女』にも使用されている。クリスチャン・ゴベールが担当したオリジナル・サウンドトラックの導入部のほか、映画本編においても、主人公であるリンが日ごろからレコードプレイヤーにかけ愛聴している曲として用いられている。
- 全編ショパンの曲が使われている松田優作主演のハードボイルド映画『野獣死すべし』では、「優雅なる野獣」という曲名で、第1楽章副主題をアレンジした曲が登場する。
- 漫画『のだめカンタービレ』の主人公の一人である野田恵がデビューコンサートで演奏、シュトレーゼマンが指揮するロンドン交響楽団と競演している。
- ドラマ『広島 昭和20年8月6日』において、原爆投下直前のシーンにおいて２楽章が使用されている。
- ショパン国際ピアノコンクール本選では、この第1番もしくは第2番が課題となっているが、圧倒的に第1番を弾くピアニストが多い。
- 第1番、第2番（順序はこちらが先）の協奏曲のどちらも、初演の時には第1楽章と第2楽章との間に、別の作曲家の曲目が挟まれた。